# Marie Dessauer-Meinhardt
Marie Dessauer-Meinhardt, geborene Marie Dessauer, auch Marie Meinhardt (* 28. April 1901 in Bamberg; † 1986) war eine deutsch-britische Wirtschaftswissenschaftlerin.

## Leben
Dessauer studierte Wirtschaftswissenschaften in Frankfurt und an der London School of Economics (1928–1929). 1933 promovierte sie mit einer Arbeit über englische Depositenbanken.
1934 emigrierte Dessauer infolge des Machtantritts der Nationalsozialisten nach Großbritannien. Dort setzte sie von 1934 bis 1936 ihre Studien an der London School of Economics fort und arbeitete dann dort von 1937 bis 1941 als Forschungsassistentin von Friedrich Hayek. Ihre Tätigkeit an dieser Einrichtung endete, als diese 1941 nach Cambridge evakuiert wurde.
1940 heiratete sie und führte fortan den Namen Meinhardt. Nach dem Zweiten Weltkrieg lebte Meinhardt in Bournemouth.
Sie hinterließ bei ihrem Tod ein beträchtliches Vermögen sowie ein Gemälde von Pissarro und ein Haus in der Schweiz dem Titmuss Fund, einem zu Ehren von Richard Morris Titmuss – der ihr bei der Emigration nach Großbritannien geholfen hatte – benannten Fonds zur Unterstützung von finanziell schlecht gestellten Studenten.

## Schriften
- Die Big Five: zur Charakteristik der englischen Depositenbanken. Stuttgart, 1933.
- The German Bank Act of 1934. In: The Review of Economic Studies, Juni 1935.
- Unemployment Records, 1848–1859. In: Economic History Review, Februar 1940.
- Monthly Unemployment Records 1854–1892. In: Economica, August 1940.
- Der Jahresabschluss von Aktiengesellschaften in Großbritannien. In: Ausschuss für wirtschaftliche Verwaltung (Hrsg.): Der Jahresabschluss von Aktiengesellschaften in Europa und USA, Bd. 1, Berlin 1965, S. 59–105.